# Irmãs Qiao

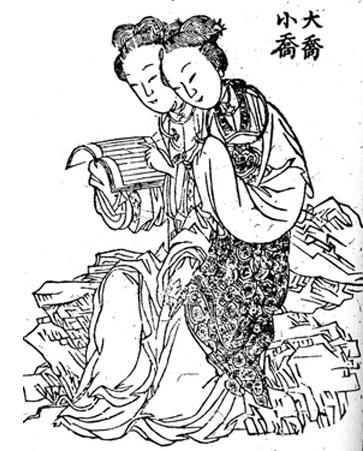
Retrato da dinastia Qing de Dao Qiao e Xiao Qiao.

As Duas Qiaos de Jiangdong (chinês tradicional: 江東二喬, chinês simplificado: 江东二乔, pinyin: Jiāngdōng èr Qiáo) eram duas irmãs da família Qiao que viveram no período tardio da dinastia Han Oriental. Os seus nomes não foram mencionados, pelo que foram chamadas para a posterioridade simplesmente como Da Qiao (大乔, literalmente "Qiao maior") e Xiao Qiao (小乔, literalmente "Qiao menor"). Eram do condado de Wan (皖縣), na Comandaria de Lujiang (廬江郡), no que actualmente é Anqing, na província de Anhui. Da Qiao casou-se com o senhor da guerra Sun Ce, o qual estabeleceu os cementos de Wu Oriental no período dos Três Reinos; Xiao Qiao casou-se com Zhou Yu, um general que serviu Sun Ce e depois serviu o seu sucessor Sun Quan.

## NoRomance dos Três Reinos
As irmãs Qiao são personagens da novela histórica do século XIV Romance dos Três Reinos que idealiza os eventos históricos anteriores e durante o período dos Três Reinos. Na novela, o caracter chinês para "Qiao" do seus nomes, 橋, é substituído por 喬.
Na novela, as irmãos Qiao são filhas dum Qiao Guolao (喬國老; literalmente "Estado Velho Qiao"), possívelmente referindo-se a Qiao Xuan. A biografia de Zhou Yu no texto histórico Registros dos Três Reinos não menciona o nome do pai das irmãs Qiao, chamando-o simplesmente Qiao Gong (橋公; literalmente "Velho Qiao"). Históricamente, Qian Xuan morreu em 184, enquanto as irmãs Qiao casaram-se com Sun Ce e Zhou Yu em 200, pelo que não era possível que Qiao Xuan ainda estivesse vivo quando as suas filhas casaram. Por isso, é altamente improvável que Qiao Xuan fosse o "Qian Gong" mencionado na biografia do romance de Zhou Yu.

## Na cultura popular

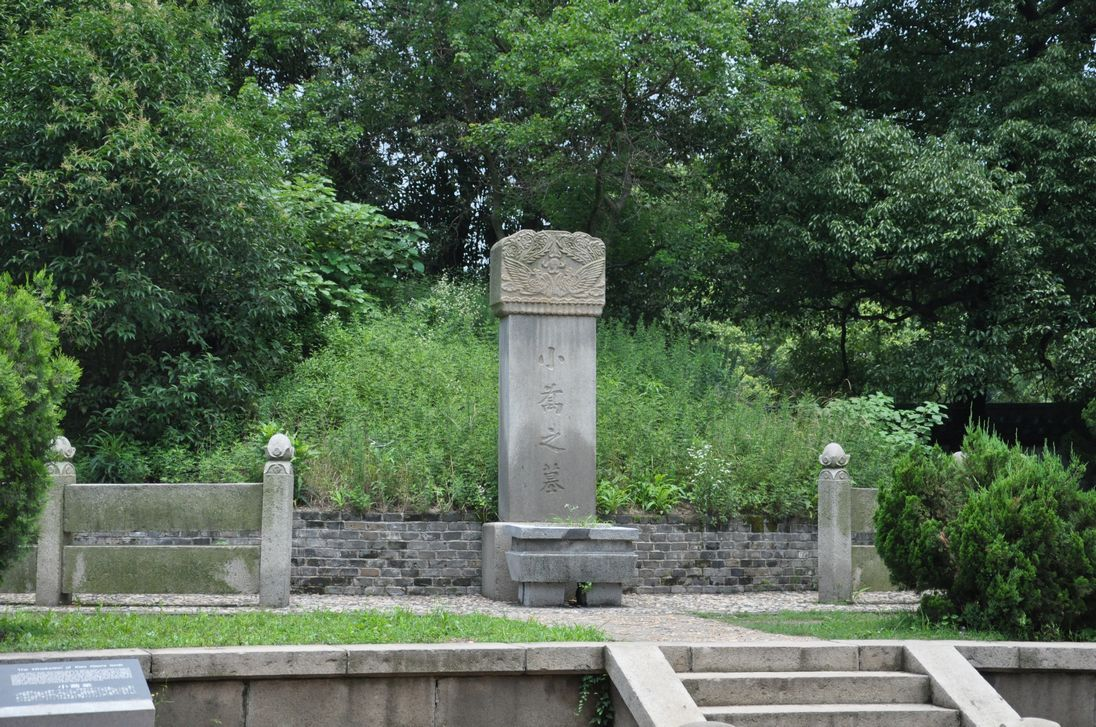
Túmulo conjectural de Xiao Qiao em Yueyang, província de Hunan, China.

As irmãs Qiao são personagens com as que é possível jogar nos jogos Dynasty Warriors e Warriors Orochi. O videojogo Tiger Knight: Empire War também a inclui, como "ajudante". Os animes Koihime Musō e Ikki Tousen fazem referências a Da Qiao e Xiao Qiao, nos quais elas são conhecidas pelos seus respectivos nomes em japonês – Daikyō e Shōkyō.
A supermodelo taiuanesa Lin Chi-ling encarnou Xiao Qiao no filme chinês épico de 2008 Red Cliff dirigido por John Woo. A actriz chinesa Huang Yi representou Xiao Qiao em Just Another Pandora's Box, uma sequela de Red Cliff.
Cai Hancen e Tsai Yi-chen representaram Da Qiao e Xiao Qiao, respectivamente, na série televisiva taiuanesa K.O.3an Guo, na qual se pretende narrar a história do Romance dos Três Reinos numa escola secundária moderna.
As irmãos Qiao são apresentadas como "deusas" no videojogo móvel japonês Puzzle & Dragons, como parte da série do Deus dos Três Reinos.